# Thomas de Kent
Thomas de Kent, ou quelquefois Eustache de Kent, est un poète anglo-normand du XIIe siècle.
Thomas de Kent, qui était sans doute un clerc, est l’auteur d’un roman d’antiquité intitulé Roman de toute chevalerie qui renouvelle le modèle latin original du Roman d'Alexandre en associant érotisme courtois et histoire dynastique.

### Œuvre
- The Anglo-Norman "Alexander" ("Le roman de toute chevalerie") by Thomas of Kent, edited by Brian Foster with the assistance of Ian Short, London, Anglo-Norman Text Society (Anglo-Norman Texts, 29-33), 1976-1977, [viii] + 300, vii + 161 p.
- Le roman d'Alexandre, ou Le roman de toute chevalerie (entre 1175 et 1185), Trad., présentation et notes de Catherine Gaullier-Bougassas et Laurence Harf-Lancner, Paris, Champion, 2003  (ISBN 2745305190)

### Études
- Suzanne Conklin Akbari, « Alexander in the Orient: Bodies and Boundaries in the Roman de toute chevalerie », Postcolonial Approaches to the European Middle Ages: Translating Cultures, Éd. Ananya Jahanara Kabir, Deanne Williams, Cambridge, Cambridge UP, 2005, pp. 105-26.
- Catherine Gaullier-Bougassas, « Alexandre et Candace dans le Roman d'Alexandre d'Alexandre de Paris et le Roman de toute chevalerie de Thomas de Kent », Romania, 1991; 112 (1-2): 18-45.
- Christine Ruby, « Thomas de Kent », in Dictionnaire des lettres françaises: le Moyen Âge, éd. Geneviève Hasenohr et Michel Zink, Paris, Fayard, 1992, p. 1439.